# Grovt brott enligt svensk lag
Grovt brott är beteckningen på brott som bedöms som allvarligare och därför bör värderas med en annan straffskala och resultera i en strängare påföljd.

## Grov stöld
Ett vanligt brott är stöld för vilket påföljden är fängelse i högst två år.
Om stölden skett: 
- efter intrång i en bostad
- avser något som någon bar på sig
- med hjälp av vapen, sprängämne eller annat dylikt hjälpmedel
- på ett sätt som varit av särskilt farlig eller hänsynslös art
- avseende något av betydande värde eller inneburit synnerligen kännbar skada

föreligger kriterier för att stölden ska bedömas som grov och påföljden bli fängelse, lägst sex månader och högst sex år.
Rättsfall
- Inbrott i läkemedelsförråd, där bland annat en mindre mängd narkotikaklassad medicin samt ett större antal sprutor stals, har bedömts som grov stöld av Svea hovrätt.[3]
- Stöld som begåtts efter intrång i bostad har med hänsyn till omständigheterna inte bedömts som grov stöld.[4]
- Tillgrepp i olåst villa av egendom, värd omkring 1 500 kronor, har bedömts som grov stöld.[5]

## Grov förskingring
Förskingring renderar fängelse i högst två år.
Om gärningsmannen missbrukat ansvarsfull ställning eller begagnat falsk handling eller vilseledande bokföring eller om gärningen varit av särskilt farlig art, avsett betydande värde eller inneburit synnerligen kännbar skada ska det bedömas som grovt brott och påföljden blir fängelse, lägst sex månader och högst sex år.
Rättsfall
- Postkassörska som förskingrat nästan en halv miljon kronor dömdes för grov förskingring till fängelse ett år.[8]

## Grovt vållande till kroppsskada
- Vållande till kroppsskada har ansetts som grovt brott med hänsyn bland annat till att skadan förorsakats av ett skott från ett livsfarligt vapen, en pistol.[9] Gärningsmannen dömdes till fängelse ett år och nio månader.

## Grov skadegörelse
Den som förstör eller skadar egendom, fast eller lös, till men för annans rätt därtill, döms för skadegörelse till böter eller fängelse i högst ett år.
Om skadegörelsen medfört synnerlig fara för någons liv eller hälsa eller skadan drabbat sak av stor kulturell eller ekonomisk betydelse eller om skadan eljest är synnerligen kännbar ska för grov skadegörelse dömas till fängese i högst fyra år.
Rättsfall
- En man hade totalt slagit sönder sin exhustrus lägenhets övre plan med kök, badrum, hall och vardagsrum. Han hade vidare förstört kvinnans bohag, som han delvis slängt ut på gården. Han hade även krossat de flesta av lägenhetens fönster. Skador för cirka 138 000 kronor hade uppkommit. Brottet var med hänsyn till omständigheterna att bedöma som grovt. Han dömdes av Göta hovrätt till fängelse fyra månader.[12]

## Grov urkundsförfalskning
Den som framställer falsk urkund eller falskeligen ändrar eller utfyller äkta urkund, dömes, om åtgärden innebär fara i bevishänseende, för urkundsförfalskning till fängelse i högst två år.
Om förfalskningen avsett myndighets arkivhandling av vikt eller urkund som är särskilt betydelsefull i den allmänna omsättningen, såsom obligation, aktiebrev eller inteckningshandling, eller om gärningen eljest var av särskilt farlig art ska dömas för grov urkundsförfalskning till fängelse, lägst sex månader och högst sex år.

## Grovt sexuellt övergrepp mot barn
Den som genomför en annan sexuell handling än samlag med ett barn som är under femton års ålder döms för sexuellt övergrepp mot barn till fängelse i högst två år.
Vid bedömande om brottet är grovt skall särskilt beaktas om fler än en (1) förgripit sig på barnet eller på annat sätt deltagit i övergreppet eller om gärningsmannen med hänsyn till tillvägagångssättet eller barnets låga ålder eller på annat vis uppvisat särskild hänsynslöshet eller råhet. I så fall döms denne till fängelse i lägst sex månader och högst sex år för grovt sexuellt övergrepp mot barn.

## Grovt utnyttjande av barn för sexuell posering
Den som utnyttjat barn för sexuell posering döms till böter eller fängelse.
Om brottet avsett en verksamhet som bedrivits i större omfattning, medfört betydande vinning eller inneburit ett hänsynslöst utnyttjande av barnet döms denne till fängelse i lägst sex månader och högst sex år.

## Grovt koppleri
Den som främjar eller på ett otillbörligt sätt ekonomiskt utnyttjar att en person har tillfälliga sexuella förbindelser mot ersättning, döms för koppleri till fängelse i högst fyra år.
Om brottet avsett en verksamhet som bedrivits i större omfattning, medfört betydande vinning eller inneburit ett hänsynslöst utnyttjande av annan döms denne för grovt koppleri till fängelse i lägst två och högst åtta år.

## Grov fridskränkning
Fridskränkning existerar inte, utan grov fridskränkning utgör den enda graden av brottet.
Den som begått brottsliga gärningar enligt 3, 4 eller 6 kapitlet i brottsbalken mot en närstående eller tidigare närstående person, döms, om var och en av gärningarna utgjort led i en upprepad kränkning av personens integritet och gärningarna varit ägnade att allvarligt skada personens självkänsla, för grov fridskränkning till fängelse, i lägst nio månader och högst sex år enligt 4 kap. 4a § brottsbalken.
Rättsfall
- Föräldrar som kränkt dotter genom misshandel upprepade gånger har båda dömts för grov fridskränkning till fängelse ett år och sex månader.[22]

## Grovt narkotikabrott
Den som olovligen
- överlåter narkotika,
- framställer narkotika som är avsedd för missbruk,
- förvärvar narkotika i överlåtelsesyfte,
- anskaffar, bearbetar, förpackar, transporterar, förvarar eller tar annan sådan befattning med narkotika som inte är avsedd för eget bruk,
- bjuder ut narkotika till försäljning, förvarar eller befordrar vederlag för narkotika
- förmedlar kontakter mellan säljare och köpare eller företar någon annan sådan åtgärd, om förfarandet är ägnat att främja narkotikahandel eller
- innehar, brukar eller tar annan befattning med narkotika

döms, om gärningen sker uppsåtligen, för narkotikabrott till fängelse i högst tre år.
Om gärningen har utgjort ett led i en verksamhet som har bedrivits i större omfattning eller yrkesmässigt, avsett särskilt stor mängd narkotika eller eljest varit av särskilt farlig eller hänsynslös art ska dömas för grovt narkotikabrott till fängelse, lägst två år och högst tio år.
Rättsfall
- 19-årig flicka hade överlåtit sammanlagt 200 gram amfetamin som antogs räcka till avsevärt mer än 1 000 "normala" doser. Kvantiteten har inte ansetts så stor att hennes handlande redan på grund härav borde betecknas som grovt narkotikabrott. Hon dömdes för narkotikabrott av normalgraden till fängelse i ett år av Högsta domstolen.[25]
- Slovakisk man som smugglat 21 620 Rohypnoltabletter, innehållande det narkotikaklassade preparatet flunitrazepam, har dömts för grovt narkotikabrott till fängelse i två år och utvisning efter avtjänat straff.[26]

## Grov olovlig körning
När någon uppsåtligen framfört ett körkortspliktigt fordon utan att vara berättigad, döms denne för olovlig körning till böter.
Har vederbörande tidigare innehaft körkort som blivit återkallat eller vanemässigt framfört fordon utan nödvändig behörighet är detta att betrakta som grovt brott och fängelse i högst sex månader kan utdömas.

## Grovt miljöbrott
För miljöbrott döms till böter eller fängelse i högst två år om det skett med uppsåt eller av oaktsamhet.
Vid bedömningen av om brottet är grovt skall särskilt beaktas om det har medfört eller kunnat medföra varaktiga skador av stor omfattning, om gärningen annars varit av särskilt farlig art eller innefattat ett medvetet risktagande av allvarligt slag eller om gärningsmannen, när det krävts särskild uppmärksamhet eller skicklighet, har gjort sig skyldig till en försummelse av allvarligt slag. Vid grovt brott döms för grovt miljöbrott till fängelse i lägst sex månader och högst sex år.
Rättsfall
- En man hade tagit farligt avfall i form av bekämpningsmedel/fenoxisyror, burkar med färgrester och spillolja tillsammans med trädgårdsavfall och dylikt till en avsides liggande plats bredvid Hasslarpsån (Skåne) och där satt eld på detta avfall. Före eldningen hade han på platsen hällt ut farligt avfall i form av bekämpningsmedel och spillolja. Det var inte fastställt vilka kvantiteter farligt avfall det varit fråga om i vidare mån än att det rört sig om en beaktansvärd mängd sådant avfall. En här aktuell fenoxisyra, 2,4,5-triklorfenoxisyra (mest känd under beteckningen hormoslyr) är förbjuden i Sverige sedan år 1977. Riksåklagaren yrkade i Högsta domstolen att mannen skulle dömas till fängelse för grovt miljöbrott. Högsta domstolen fann att brottet inte var grovt och mannen dömdes till 60 dagsböter.[30]